# 世界海事大学

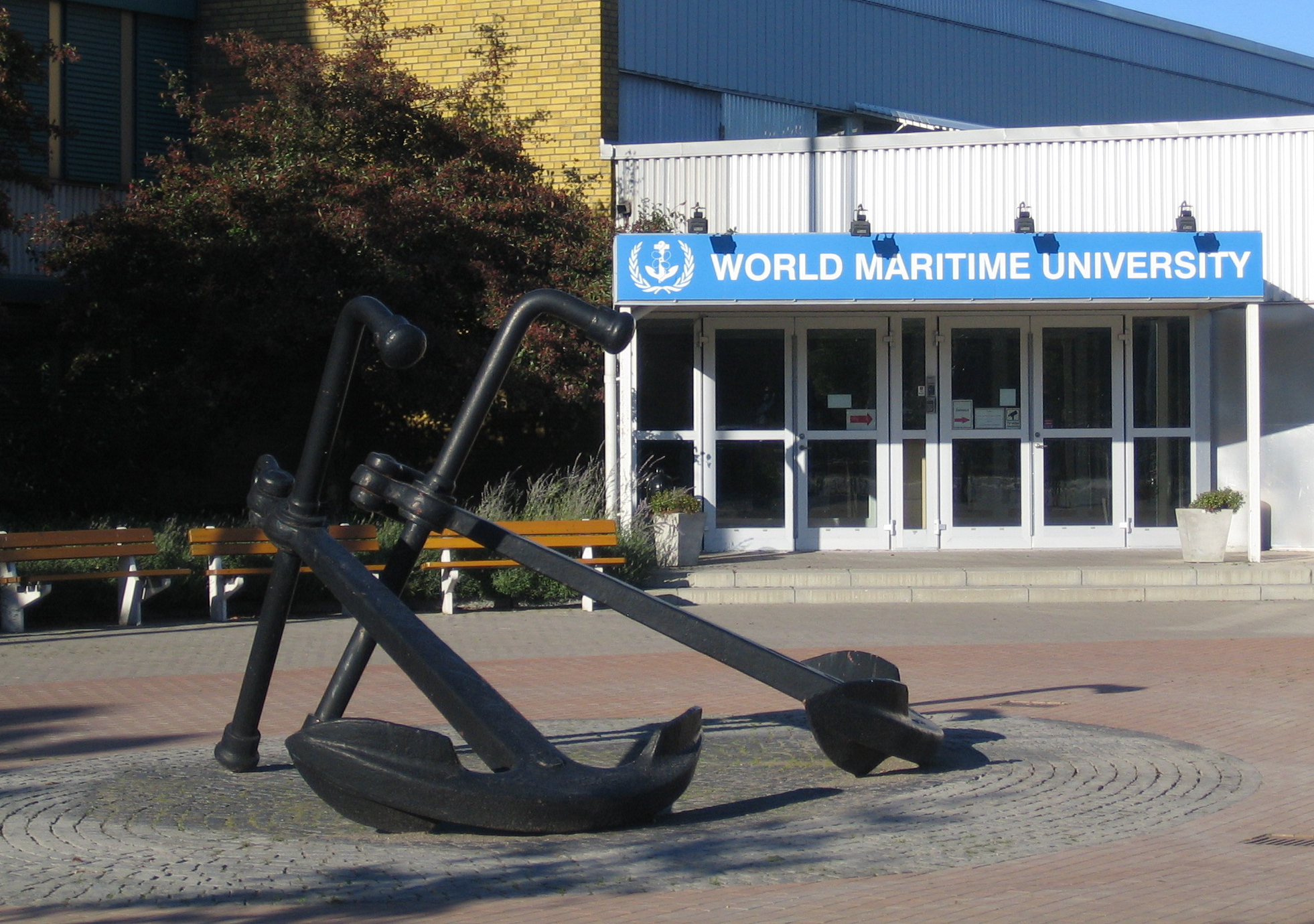
世界海事大学

世界海事大学（せかいかいじだいがく、英語: World Maritime University, WMU）は、国際連合の国際海事機関により1983年に設立された教育プログラムで、本部はスウェーデンの第3の都市マルメにある。発展途上国への援助が主な目的で、実際の教育はスウェーデンおよび世界各地の教育機関で行われている。

## 出身者
- アブドゥラ・ハミード - モルディブの運輸官僚、外交官、大使

## 関連大学
- 神戸大学海洋政策科学部
- 大連海事大学
- 上海海事大学